# Pteropsaron springeri
Pteropsaron springeri és una espècie de peix de la família dels percòfids i de l'ordre dels perciformes.

## Etimologia
Pteropsaron prové dels mots grecs pteron (ala, aleta) i psaron (gris, amb diferents colors), mentre que springeri fa referència a l'ictiòleg Victor G. Springer.

## Descripció
Fa 2,8 cm de llargària màxima. 3 espines i 20-23 radis tous a l'aleta dorsal i 20-25 radis tous a l'anal. 35-36 vèrtebres.

## Hàbitat i distribució geogràfica
És un peix marí, demersal (entre 0-73 m de fondària) i de clima tropical, el qual viu al Pacífic occidental central: Indonèsia, les illes Filipines i, probablement també, Palau.